# Te Deum (Graun)
El Te Deum, per a solistes, cor i orquestra, fou compost per Carl Heinrich Graun el 1757.
Te Deum és un extens i operístic treball de Graun escrit en commemoració d'una de les victòries militars de l'exèrcit prussià sobre els invasors austríacs durant la Guerra dels Set Anys. Graun tot i dotar-la d'una apassionada connotació patriòtica i monumental també troba el moment per al més gran virtuosisme líric íntim d'acord amb la seva condició de tenor.
Bach tenia a Graun en alta estima. Però en aquest Te Deum, ja es detecta el nou Classicisme i els acords barrocs són evidentment una cosa del passat.
La peça es pot assimilar, per la seva expansivitat, amb les futures peces de Haydn o Mozart, de vint anys després.